# Czertyń
Czertyń – wieś w Polsce położona w województwie zachodniopomorskim, w powiecie stargardzkim, w gminie Ińsko, położona 7 km na południowy wschód od Ińska (siedziby gminy) i 37 km na północny wschód od Stargardu (siedziby powiatu).
W latach 1945–54 w gminie Mielno Stargardzkie. W latach 1975–1998 miejscowość administracyjnie należała do województwa szczecińskiego.

## Geografia
Wieś sołecka w woj. zachodniopomorskim (powiat stargardzki, gmina Ińsko), na Równinie Drawskiej i Pojezierzu Ińskim, Graniczy z Poligonem Drawskim. Według danych z 2011 roku wieś liczyła 120 mieszkańców.

## Zabytki
- park dworski, pozostałość po dworze[5].